# PICORINPIN
『PICORINPIN』（ピコリンピン）は、高橋瞳の3枚目のオリジナルアルバム。2011年9月28日発売。

## 解説
- 前作のアルバム『Bamboo Collage』よりおよそ4年振りのアルバム。
- 楽曲提供にはChara、iLL、H ZETT M、ROLLY、BEAT CRUSADERSらを迎えている。

## 収録曲

### CD
1. Fire Ball
ミュージックビデオが制作され、初回限定盤のDVDに収録されている。
2. MUSIC
12枚目のシングル曲。
3. walkin'
この楽曲で初めて自身が作曲に挑戦した。
4. Le Theatre du Grand-Guignol
読み方は「ル・テアトル・ドュ・グランギニョール」、フランス語で「グランギニョール劇場」という意味。
演奏時間が1分39秒であり、自身の曲では史上最短の楽曲。
5. 恋するピエロッティ
11枚目のシングル曲。
アルバムバージョンであり、曲の途中でフェードアウトする。
6. プールサイド
高橋瞳 "Hello" H ZETT M名義で発売された、13枚目のシングル曲。
7. ウォーアイニー
高橋瞳×BEAT CRUSADERS名義で発売された、9枚目のシングル曲。
8. ジレンマ
発売前にラジオで披露され、好評を得た楽曲。
9. neon sign
メロディーと美しさを際立たせるために、特徴的な歌詞となっている。
10. お天気雨

### 初回限定盤DVD
1. Fire Ball